# Strimstrupig busktyrann
Strimstrupig busktyrann (Myiotheretes striaticollis) är en fågel i familjen tyranner inom ordningen tättingar.

## Utseende
Strimstrupig busktyrann är en rätt stor tyrann med tydligt orangefärgad buk och svartvitstreckad strupe. Den är tydligt större än sotbrun busktyrann och med kraftigare näbb.

## Utbredning och systematik
Strimstrupig busktyrann delas in i två underarter:
- Myiotheretes striaticollis striaticollis – förekommer i Anderna från Colombia till västra Venezuela, Ecuador och centrala Peru
- Myiotheretes striaticollis pallidus – förekommer i Anderna från östra Peru (Cusco) till norra Bolivia och nordvästra Argentina

## Levnadssätt
Strimstrupig busktyrann hittas i öppna miljöer i Anderna, vanligen vid skogsbryn. Där ses den enstaka eller i par sitta synligt, ibland på telefontrådar.

## Status
Arten har ett stort utbredningsområde och beståndet anses stabilt. Internationella naturvårdsunionen IUCN listar den därför som livskraftig (LC).